# Grammoechus leucosticticus
Grammoechus leucosticticus là một loài bọ cánh cứng trong họ Cerambycidae.